# Serenade (muziekstuk)

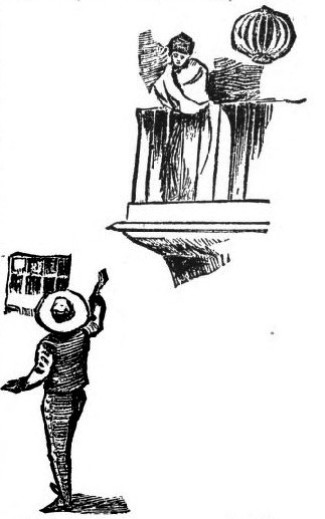
Een jongedame wordt vanaf de straat toegezongen

Een serenade (Italiaans: serenata, avondmuziek) is een vocaal of instrumentaal muziekstuk. Ze ontstond in de zestiende eeuw als een muzikale groet aan een geliefde. Vanaf de achttiende eeuw werd de serenade een meerdelig, instrumentaal genre. Ze is licht van stijl en bedoeld als avondmuziek.

## Zestiende eeuw
De serenade ontstond in de zestiende eeuw in Italië. Het was een muzikale groet die 's avonds onder het raam van een geliefde werd uitgevoerd, vaak met begeleiding van een luit.

## Achttiende eeuw en later
In de achttiende eeuw kreeg de benaming serenade een nieuwe betekenis. Het werd een instrumentaal muziekstuk in drie of vier delen, qua vorm vergelijkbaar met een kleine symfonie. Qua stijl is ze echter luchtiger en korter, meer verwant aan de danssuite. Een serenade is in het algemeen een muzikale compositie en prestatie ter ere van iemand, en vaak bedoeld om in de open lucht te worden uitgevoerd in een blazers- of strijkersbezetting. De serenade komt zowel voor in programmatische salonmuziek als in cantates en korte hofopera's.
Een bekend voorbeeld is Eine kleine Nachtmusik van Mozart. Ook diens opera Don Giovanni bevat een serenade. Andere componisten van serenades zijn Johannes Brahms, Dvorak, Tsjaikovski, Hugo Wolf, Jan Gerard Palm en uit de laatromantische school onder meer Richard Strauss, Max Reger en Jean Sibelius.
Bekend is het Ständchen van Franz Schubert: "Leise flehen meine Lieder durch die Nacht zu dir; In den stillen Hain hernieder, Liebchen, komm zu mir!"